# Aimé Barraud

Stillleben mit Tomaten; Öl auf Leinwand

Aimé Barraud (* 14. März 1902 in La Chaux-de-Fonds; † 14. Februar 1954 in Neuenburg, Schweiz) war ein Schweizer Maler, der der Neuen Sachlichkeit zugeordnet wird.

## Leben
Aimé Barraud und seine fünf Brüder und eine Schwester, darunter die späteren Maler Charles Barraud (* 1897), François Barraud (* 1899) und Aurele Barraud (* 1903), wurden vor und nach der Jahrhundertwende in La Chaux-de-Fonds in eine Umgebung geboren, die vom Kunsthandwerk geprägt war. Vater, Mutter und auch der Grossvater mütterlicherseits arbeiteten als Graveure und entwarfen Dekorationen für die Metallgehäuse von Taschenuhren. Handwerkliche Präzision und der Sinn für das Dekorative wurden in der Familie gepflegt, und die Söhne belegten schon früh Abendkurse an der hochstehenden örtlichen Kunstgewerbeschule.
Barraud beschränkte sich auf einen kleinen Kreis von Themen. Er schuf vornehmlich Porträts, darunter Selbstbildnisse sowie Doppelbildnisse von sich und seiner Frau, Aktdarstellungen, ferner Stillleben und vereinzelt Landschaften. Durch genaue Zeichnung und klare, glatt aufgetragene Farben erzielte er einen hohen Grad von Realismus.